# Sami Bouajila

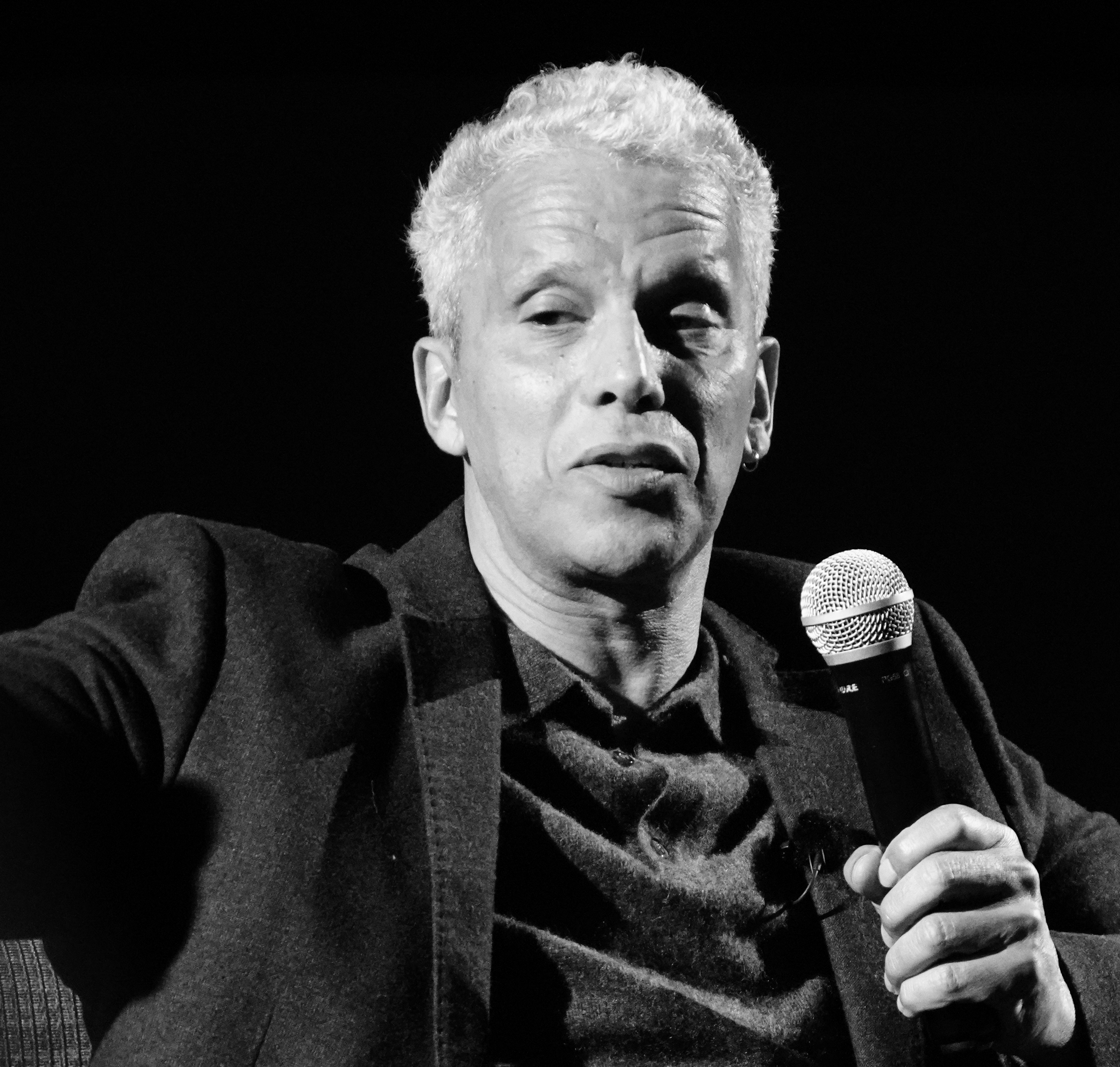
Sami Bouajila (2025)

Sami Bouajila (* 12. Mai 1966 in Échirolles, Frankreich) ist ein französischer Schauspieler.

## Leben
Sami Bouajila ist der Sohn eines Tunesiers, der 1956 nach Frankreich übersiedelte. Sein Großvater war ein Berber, der 1936 von Tripolis nach Tunis kam. Bouajila studierte Schauspiel am Conservatoire à rayonnement régional de Grenoble und der Comédie de Saint-Étienne. 
Er spielte einige Zeit am Theater, bevor er in der Hauptrolle des Kamel in der 1991 erschienenen und von Philippe Galland inszenierten Komödie Aus Liebe zum Geld an der Seite von Sophie Aubry und Christine Citti auf der Leinwand debütierte. Für seine Darstellung des Mehdi in André Téchinés Drama Wir waren Zeugen wurde er bei der Verleihung des französischen Filmpreises César 2008 als bester Nebendarsteller ausgezeichnet. 13 Jahre später gewann er für seine Hauptrolle in dem Drama Ein Sohn (2019) den Prix Lumière, den Premio Orrizonti bei den Filmfestspielen von Venedig und einen weiteren César.

## Filmografie (Auswahl)
- 1991: Aus Liebe zum Geld (La thune)
- 1993: Pesthauch des Bösen (The Hour of the Pig)
- 1993: Kommissar Navarro (Navarro, Fernsehserie, 1 Folge)
- 1994: Palast des Schweigens (Samt el qusur)
- 1997: Artemisia – Schule der Sinnlichkeit (Artemisia)
- 1998: Ausnahmezustand (The Siege)
- 1999: Die Unzertrennlichen (Inséparables)
- 2000: Felix (Drôle de Félix)
- 2000: Voltaire ist schuld (La faute à Voltaire)
- 2001: Change moi ma vie
- 2001: Die Probe (La répétition)
- 2002: Das tödliche Wespennest (Nid de guêpes)
- 2002: Küss mich, wenn du willst (Embrassez qui vous voudrez)
- 2002: Leben tötet mich (Vivre me tue)
- 2003: Leo in Männergesellschaft (En jouant „Dans la compagnie des hommes“)
- 2005: Die Sympathisantin (Avant l’oubli)
- 2005: Zaina – Königin der Pferde (Zaïna, cavalière de l’Atlas)
- 2006: Tage des Ruhms (Indigènes)
- 2006: Liu San – Wächter des Lebens (Le concile de pierre)
- 2007: Wir waren Zeugen (Les témoins)
- 2009: Inside Ring (Le premier cercle)
- 2009: London River
- 2010: Hors-la-loi
- 2010: Bezaubernde Lügen (De vrais mensonges)
- 2011: Omar – Ein Justizskandal (Omar m’a tuer)
- 2011: Carré blanc
- 2014: Divin enfant
- 2014: Du goudron et des plumes
- 2015: Im Auge des Wolfes (Braqueurs)
- 2016: Operation Duval – Das Geheimprotokoll (La mécanique de l’ombre)
- 2018: Sauver ou périr
- 2019: Paradise Beach
- 2020: Erde und Blut (La terre et le sang)
- 2021: Germinal (Fernsehsechsteiler)
- 2022: Les miens
- 2022: Die schwarzen Schmetterlinge (Les papillons noirs , Fernsehserie, arte)
- 2024: The Crow

## Auszeichnung (Auswahl)
- 2006: Auszeichnung als Bester Schauspieler, Internationale Filmfestspiele in Cannes, für Tage des Ruhms
- César 2008: César, Bester Nebendarsteller, für Wir waren Zeugen
- César 2012: César-Nominierung, Bester Hauptdarsteller, für Omar – Ein Justizskandal